# マリオ・サビーノ
マリオ・サビーノ（Mário Sabino Júnior 1972年9月23日 - 2019年10月25日）は、ブラジルのサンパウロ出身の柔道選手。階級は100kg級。身長189cm。

## 人物
1992年の世界ジュニア86kg級で7位になった。その後暫くしてから階級を100kg級に変更すると、2000年のシドニーオリンピックでは7位となった。2003年にはパンナム選手権とパンアメリカン競技大会で優勝を飾った。世界選手権では銅メダルを獲得した。2004年のパンナム選手権では2位だったが、アテネオリンピックでは初戦で敗れた。2006年のパンナム選手権では2位だった。引退後は同国女子代表チームのアシスタントコーチも努めた。また、本業ではサンパウロ州軍警察に所属していた。
2019年10月25日、サンパウロの通りで州軍警察の同僚とのトラブルから殺害され、同僚もその場で自殺した。47歳没。

## 主な戦績
- 1992年 - 世界ジュニア　86kg級　7位
- 2000年 - シドニーオリンピック　7位
- 2000年 - 世界軍人選手権大会　優勝
- 2002年 - ポーランド国際　優勝
- 2003年 - パンナム選手権　優勝
- 2003年 - パンアメリカン競技大会　優勝
- 2003年 - 世界選手権　3位
- 2004年 - パンナム選手権　2位
- 2006年 - パンナム選手権　2位
- 2006年 - 世界軍人選手権大会　2位